# 댄 미트리오네
대니얼 앤서니 "댄" 미트리오네(Daniel Anthony "Dan" Mitrione, 1920년 8월 4일 ~ 1970년 8월 10일)는 이탈리아 태생의 미국 고문기술자, 살인자, 경찰관, 연방수사국(FBI) 요원이다. 라틴아메리카에 중앙정보국(CIA)의 고문관으로 파견되었다가 투파마로스에게 살해당했다.
미트리오네는 1945년에서 1947년까지 인디애나주 리치먼드에서 경찰관으로 일했고 1959년 FBI에 들어갔다. 1960년, 미국 국무부의 국제협력청에 들어가서 남아메리카에 "고급 반란진압 기술"을 교육하기 위해 파견되었다. 전직 《뉴욕 타임스》 사이공 지국 국장 아서 존 랑구스는 미트리오네가 브라질 경찰에게 사람을 죽이지 않으면서 전기충격을 줄 수 있는 방법을 가르친 미국인 고문관들 중 하나라고 주장했다. 또한 랑구스는 미트리오네가 우루과이의 미국 공공보안프로그램 신임 책임자가 된 이후 브라질에서와 마찬가지로 전국적인 신분증 제도가 도입되었고 고문이 몬테비데오 경찰에게 일상화되었다고 말한다.
1960년에서 1967년 사이 미트리오네는 브라질 경찰과 동업하여 처음에는 벨로호리존테에서, 그 다음에는 히우지자네이루에서 일했다. 1967년 미국으로 귀국하여 워싱턴 D.C. 국제개발청(USAID)에서 자신의 대(對)분란전쟁 경험과 노하우를 공유했다. 1969년 USAID의 지시에 따라 우루과이로 파견되어 공중안전청(OPS)을 감독했다.
1965년 도미니카 내전 이후 도미니카 공화국에도 파견된 적이 있다.
미트리오네가 파견되었을 당시 콜로라도당 정권이 집권하고 있던 우루과이는 경제붕괴, 노동자 파업, 학생운동, 그리고 좌익 도시유격대 투파마로스 등으로 내홍을 겪고 있었다. 한편 워싱턴 D.C.는 좌익 정당연합 광역전선(FA)이 1970년 칠레의 인민전선이 그랬던 것처럼 선거에 승리할 가능성을 두려워했다. OPS는 1965년부터 이미 우루과이 경찰에게 무기와 훈련을 제공하며 그들을 돕고 있었다. 1960년대부터 이미 고문이 실행되고 있었다는 주장도 있으나, 그것을 일상화시킨 장본인은 댄 미트리오네라고 한다. 미트리오네는 “정확한 고통을, 정확한 부위에, 정확한 양만큼 가하면 원하는 효과를 얻는다”고 말하며 고문을 정당화했다.
전직 우루과이 경찰관들과 CIA 공작원들은 미트리오네가 몬테비데오의 자기 자택 지하실에서 우루과이 경찰에게 고문대상의 입과 성기에 전기충격을 가하는 법을 비롯한 고문기술을 가르쳤다고 증언한다. 뿐만 아니라 미트리오네가 냉전 맥락에서 미국으로 온 외국 경찰요원들을 훈련시키면서 노숙자들을 훈련대상으로 사용했고, 피험체로 사용한 뒤 살해했다는 혐의마저 존재한다.
미트리오네의 개입에 의해 고문이 일상화되면서 우루과이의 긴장은 급격히 가속되었다. 그 결과 미트리오네 본인도 1970년 7월 31일 투파마로스에게 납치당했다. 투파마로스는 미트리오네를 심문하여 그의 과거와 미국의 라틴아메리카 개입에 대해 알아냈고, 그를 풀어주는 대가로 정치범 150명을 석방할 것을 요구했다. 그러나 우루과이 정부는 이를 거부했고, 미트리오네는 머리에 총을 두 방 맞은 시체가 되어 자동차 뒷좌석에 실린 채 발견되었다. 납치 당시에 어깨에 총을 한 방 맞은 것과 살해될 때 머리에 두 방 맞은 것을 제외하면 신체상 학대당한 흔적은 전혀 없었다. 우루과이 정부는 미국의 지원을 받고 있었기에 이는 사실상 미국이 미트리오네를 버린 것이라고 판단할 수 있다.
투파마로스 총수 라울 센딕 안토나시오는 감옥에서 석방된 이후 사실 자기들은 미트리오네가 고문기술자인 줄은 몰랐다고 밝혔다. 투파마로스는 미트리오네가 경찰에게 시위 진압 방법을 교육한다고 생각했고 학생 시위자들의 죽음을 보복하기 위해 미트리오네를 납치한 것이었다. 또한 센딕은 미트리오네의 죽음은 의도한 것이 아니며, 투파마로스 지도부는 정부가 자신들의 요구를 거부해도 미트리오네를 죽이기보다는 계속 붙잡아 놓고 있기로 결정했다고 주장했다. 그러나 1970년 8월 7일, 납치 실행 이후 1주일 뒤 우루과이 경찰이 투파마로스 지도부가 머물고 있던 집을 덮쳐 센딕 등을 모조리 체포했고, 미트리오네를 살려두기로 한 계획을 알고 있던 이들이 모두 감옥에 들어가 나머지 조직원들과 연락이 끊겨 버렸다는 것이다.
리처드 닉슨 행정부는 대변인 론 지글러를 통해 미트리오네의 “질서있는 세계의 평화적 진보를 위한 헌신은 전세계 자유인들의 귀감이 될 것”이라는 성명을 발표했다. 미국 언론은 미트리오네의 장례식을 대대적으로 보도했으며 데이비드 아이젠하워와 국무장관 윌리엄 P. 로저스를 비롯한 여러 저명인사들이 장례식에 참여했다. 프랭크 시나트라와 제리 루이스는 인디애나주 리치먼드에 살고 있던 미트리오네 가족을 위한 자선공연을 열기도 했다. 그러나 미트리오네의 장례식이 있고 불과 며칠 뒤 우루과이 고위 경찰 알레한드로 오테로(Alejandro Otero)가 호르날 두 브라지우 기자에게 미트리오네가 경찰에게 고문기술을 가르쳤다고 밝혀 버린다.
미트리오네 납치살해사건은 그리스계 프랑스인 감독 콘스탄티노스 가브라스의 1972년 영화 《계엄령》의 소재가 되었다. 작중 등장인물들의 이름이 가명 처리된 것을 제외하면 영화 줄거리는 실제 사건을 거의 그대로 따라가고 있다. 이 영화는 당시 아옌데 좌파정권이 집권하고 있던 칠레에서 촬영되었는데, 불과 1년 뒤 아옌데 정권도 CIA가 개입한 군사 투데타로 붕괴하고 만다.

## 같이 보기
- 우루과이의 역사